# Chaminade College Prepatory
Chaminade College Prepatory ist eine katholische private High School im Stadtteil West Hills in Los Angeles.
Die Schule deckt die Jahrgangsstufen 9 bis 12 ab. Die mehr als 1200 Schüler sind zu über 56 Prozent Weiße, gefolgt von 16,5 Prozent Asiatische Amerikaner und 11,2 Prozent von Angehörigen verschiedenen Ethnien. Das Lehrer-Schüler-Verhältnis liegt bei durchschnittlich 1 zu 29.

## Geschichte
Die von Marianisten gegründete Schule nahm 1952 als Chaminade High School for Boys im Stadtteil Cheviot Hills den Schulbetrieb mit 114 Schülern auf. 1962 wurde der Standort nach West Hills verlegt.

## Sport
- 2013: Gewinn der Division II State Championship im American Football[3]
- 2021: Gewinn der Basketballmeisterschaft der California Interscholastic Federation (CIF), Section Division 1. Der Spielführer der Eagles KJ Simpson wurde CIF-Spieler des Jahres. Simpson wurde 2024 von der NBA-Mannschaft der Charlotte Hornets gedraftet.[4]
- 2023: Gewinn der Division III State Championship im American Football[5]

Gewinn der Meisterschaft der Southern Section Division 4 im Golf